# Lučarjev Kal
Lučarjev Kal – wieś w Słowenii, w gminie Ivančna Gorica. W 2018 roku liczyła 91 mieszkańców.